# Exoprosopa pandora
Exoprosopa pandora är en tvåvingeart som först beskrevs av Fabricius 1805.  Exoprosopa pandora ingår i släktet Exoprosopa och familjen svävflugor.
Artens utbredningsområde är Algeriet. Inga underarter finns listade i Catalogue of Life.